# Henry F. Phillips
Henry Frank Phillips (4. června 1889 – 13. dubna 1958) byl podnikatel z amerického Portlandu, manažer důlní společnosti a od roku 1933 majitel firmy Phillips Screw Company. V roce 1932 získal patent na šroub s křížovou drážkou (nápad odkoupil od skutečného vynálezce, automechanika Johna P. Thompsona), který se v angličtině podle něj jmenuje Phillips-head nebo zkráceně PH. Díky této úpravě šroubovák lépe zapadne do hlavy šroubu, což je výhoda především na automatizovaných montážních linkách, kde je nutné dotahovat závit přesně. Phillipsovy šrouby začala jako první používat firma General Motors v roce 1937. Za druhé světové války se poptávka po této technologii zvýšila a začala se používat také u ručních šroubováků. Zároveň se objevily zprávy, že křížový šroubovák vynalezl už dávno předtím Angličan John Frearson, řada firem proto odmítala platit Phillipsovi za licenci a v roce 1949 bylo vydáno soudní rozhodnutí, které patentovou ochranu vynálezu zrušilo. Henry Frank Phillips odešel v roce 1945 do důchodu a zemřel v Portlandu v roce 1958.